# Maurice Dubois (boxe anglaise)
Pour les articles homonymes, voir Maurice Dubois (homonymie).
Maurice Dubois, né en 1909 à Genève en Suisse et mort le 15 mai 1986 en Suisse, est un boxeur suisse.

## Biographie
Après avoir été battu par Panama Al Brown en 1934 à Genève, Maurice Dubois devient champion d’Europe des poids coqs contre le Belge Nicolas Petit-Biquet en 1935. La même année, le populaire Genevois conserve son titre face à Émile Pladner à Genève avant de le perdre devant Joseph Decico l'année suivante par knockout à la quatrième reprise,,. En 1938, il dispute au tenant du titre IBU des poids plumes Maurice Holtzer le premier titre mondial disputé en Suisse devant 7 000 spectateurs dans le bâtiment électoral de Genève et fait match nul.